# Alfred Vaudoyer
Alfred Lambert Vaudoyer est un architecte français né à Paris le 13 mars 1846 et mort à Jouy-en-Josas le 10 juillet 1917. Il travaille essentiellement pour une clientèle parisienne et réalise plusieurs bâtiments pour les expositions universelles du XIXe siècle.

## Biographie
Alfred Vaudoyer est le fils de Léon Vaudoyer et de Mary Ann Bulkley (mère en premières noces de William Bouwens van der Boijen).
Marié à Mlle Viollet-le-Duc (nièce d'Eugène Viollet-le-Duc) puis à Geneviève Bréton (fille de Louis Bréton, il est le père de Georges et Jean-Louis Vaudoyer ainsi que beau-père de Daniel Halévy.
Élève de Marcel Lambert, il construit des maisons de campagne en Seine-et-Oise. En 1901, il devient architecte du diocèse de Marseille. Il construit les pavillons des États d'Amérique centrale et du Sud pour l'exposition universelle de 1878. Pour cette exposition, le Pérou, seul pays d'Amérique du Sud alors présent avait confié à Alfred Vaudoyer l’édification d'un « Palais Inca » ;  malgré la beauté et le charme de cet édifice cautionné par les historiens et les archéologues, des réticences s'élevèrent dans la communauté péruvienne de Paris qui fit valoir que l'architecture du pavillon donnait une image trop rétrograde de leur pays. Ce qui selon Pascal Riviale, montre les limites du recours trop dogmatique à l'image « historique ».  Il construit également les pavillons de la presse et du Luxembourg.  Il travaille à la transformation du  Château de Mesnières-en-Bray. Et est souvent récompensé pour ses projets.

## Principales réalisations
- Plusieurs maisons de notables à Jouy-en-Josas[5].
- 1887-1889 : pavillon de la presse, des postes et télégraphes à l'Exposition universelle de 1889[4].
- 1891-1892 : château de l'Églantine, désormais (Musée de la toile de Jouy), à Jouy-en-Josas[4],[6].

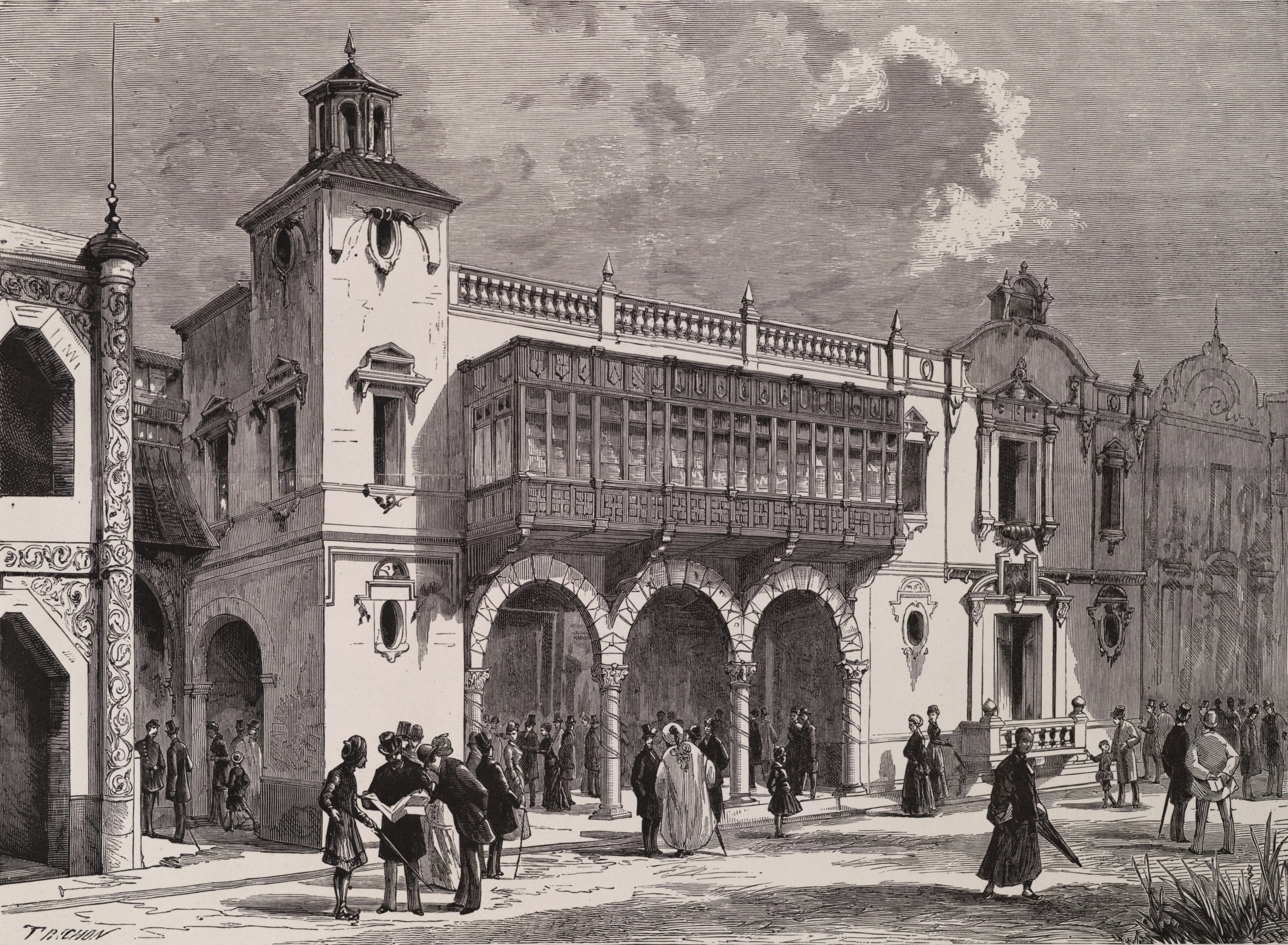
La rue des nations. Façade de la section de l'Amérique Centrale et Méridionale, Exposition universelle de 1878.
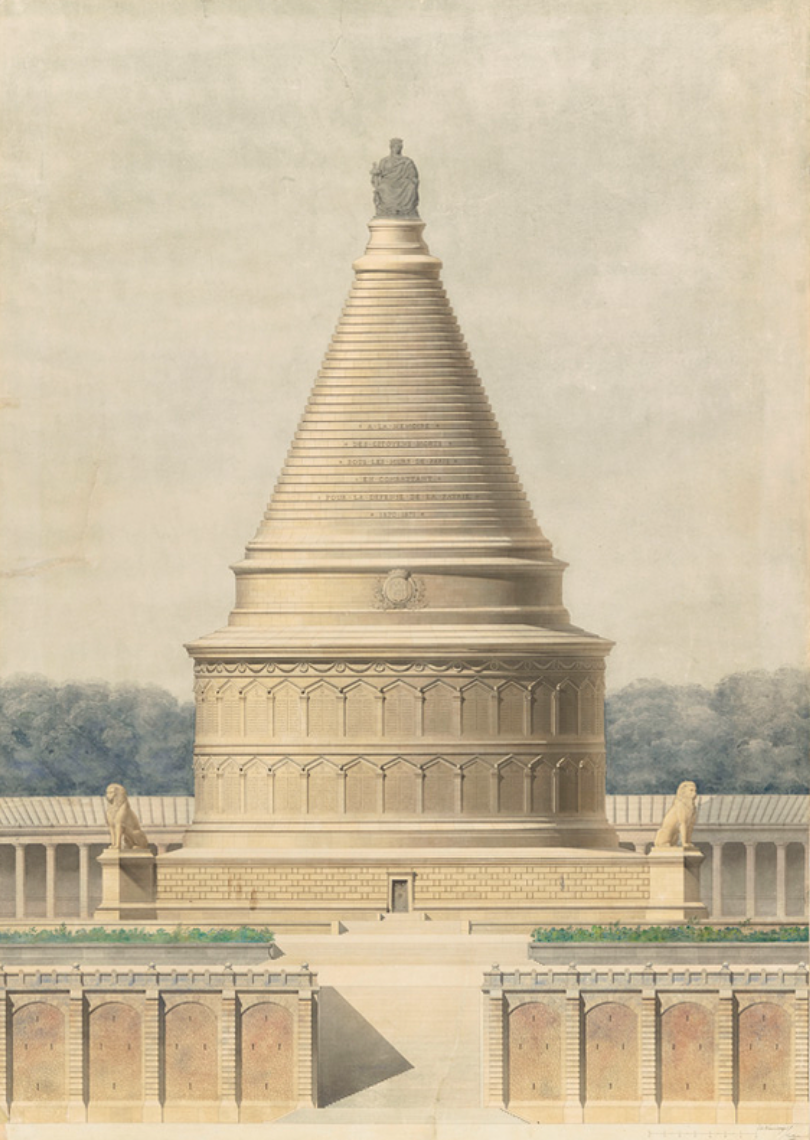
Élévation pour un projet de monument funéraire de la Défense de Paris, 1871.
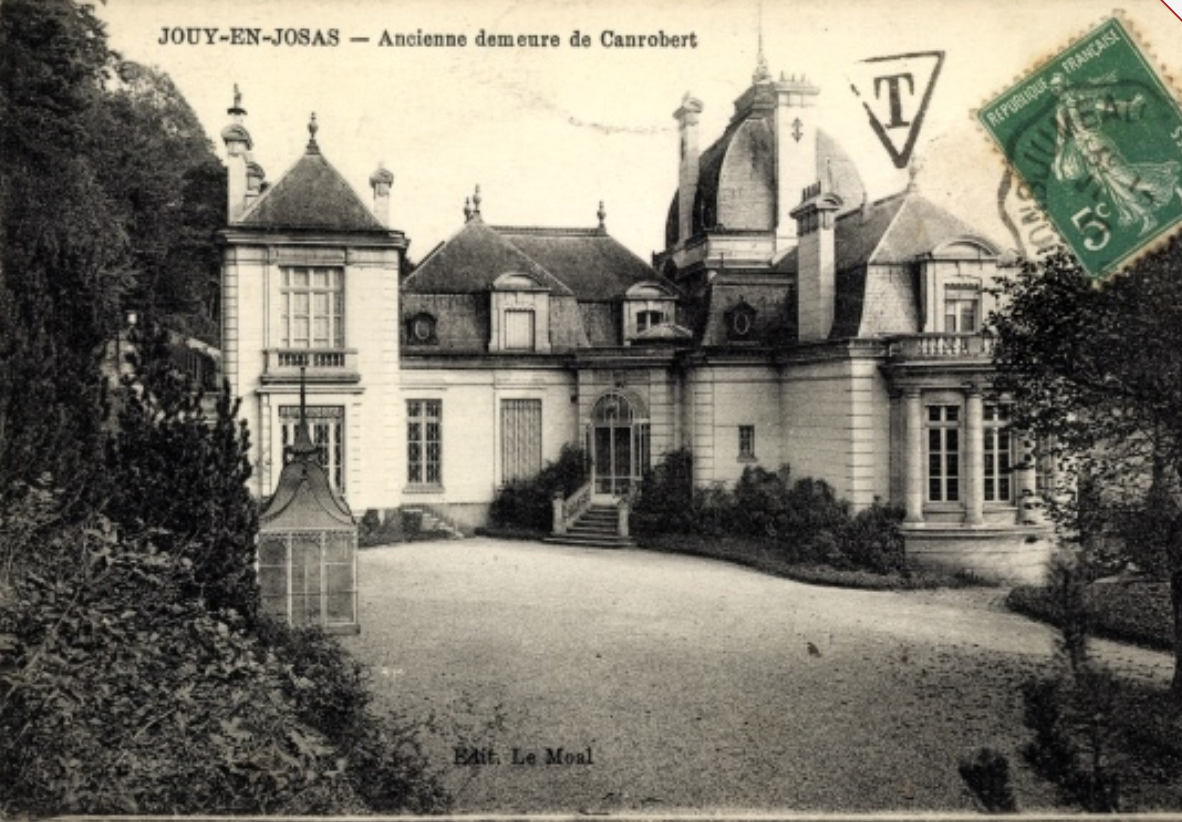
Vue du Château de l'Églantine à Jouy-en-Josas, 1917.